# Херсонське училище культури
Херсонське училище культури — вищий навчальний заклад І-ІІ рівня акредитації з підготовки молодших спеціалістів в галузі культури. Засноване у 1944 році, як технікум політосвіти з відділеннями бібліотечної та клубної роботи, пізніше технікум був перейменований в культурно-освітнє училище, а з 1990 року — в училище культури.
Здійснює навчання за спеціальностями:
- Хореографія (народна, сучасна)
- Декоративно-ужиткове мистецтво
- Бібліотечна справа

- Народна художня творчість за спеціалізаціями:
  - «Народне пісенне мистецтво» (академічний, народний спів);
  - «Народне інструментальне мистецтво» (народні, духові інструменти);
  - «Видовищно—театралізовані заходи».

Училищем керує Варгун Михайло Григорович, Заслужений працівник культури України, керівник фольк-гурту “Свічадо”, за успіхи в розвитку національної культури Указом Президента України нагороджений орденом «За заслуги» ІІІ ступеня